# خالد بن عبد الله القسري
خالد بن عبد الله القسري البجلي، والٍ من ولاة بني أمية، سكن دمشق أيام الأمويين من بطن شق (الكاهن) من بني قسر (مالك) من قبيلة بجيلة، ويكنى أبا الهيثم وقيل أبو القاسم، ولقبه القسري. قد تباينت أقوال المراجع بشأن سيرته، فمنهم من ذمه وسبه، ومنهم من مدحه وبجله.
وخالد هو من قتل  الجعد بن درهم عندما كان واليًا على العراق، حيث قال قبل قتله: "يا أيها الناس، ضحوا تقبل الله ضحاياكم فأني مضحٍّ بالجعد بن درهم لأنه زعم أن الله لم يتخذ إبراهيم خليلًا ولم يكلم موسى تكليمًا تعالى الله عما يقول الجعد بن درهم علوًا كبيرًا."

## نسبه
هو خالد بن عبد الله بن يزيد بن أسد بن كرز بن عامر بن عبد الله بن عبد شمس بن غمغمة بن جرير بن شق بن صعب بن يشكر بن رهم بن أفرك بن نذير بن قسر بن عبقر بن أنمار.

## سيرته
قال الزركلي (في الأعلام) هو الأمير الكبير أبو الهيثم خالد بن عبد الله بن يزيد بن أسد بن كرز القسري البجلي أمير مكة المكرمة سنة 89 هـ/708 م للوليد بن عبد الملك، ثم أمير العراقين لهشام بن عبد الملك سنة 105 هـ/ 723 م، ثم عزل سنة 120 هـ وولى هشام مكانه يوسف بن عمر الثقفي، روى عن أبيه؛ وروى عنه هو كل من سيار أبو الحكم وإسماعيل بن أوسط البجلي وإسماعيل بن أبي خالد البجلي، وله حديث في (مسند أحمد)، وآخر في (سنن أبي داود) رواه عن جده يزيد (الصحابي)، وذكره ابن حبان في الثقات، وقيل لسيار: أتروي عن مثل خالد؟ فقال: إنه أشرف من أن يكذب، وكان خالد جوادًا ممدوحًاً معظمًا عالي الرتبة من نبلاء الرجال، وله دار كبيرة في مربعة القز بدمشق، وهي التي صارت تعرف بدار الشريف اليزيدي، وإليه ينسب الحمام الذي مقابل قنطرة سنان بناحية باب توما.
ولي مكة المكرمة، ثم بعد ذلك ولي العراق والمشرق كله. وتذكر المراجع أن أم خالد بن عبد الله البجلي نصرانية، لذلك كان يُعير بها، وأحيانًا أخرى كان يُعير بجده (شق) وقد كان في الجاهلية كاهنًا. ويقول ابن الأثير كانت أم خالد نصرانية رومية، ابتنى بها أبوه (عبد الله) في بعض أعيادهم فأولدها خالدًا وأسدًا، ولم تسلم أمه فذمه الناس والشعراء، وصار يعير بها. والثابت بالمراجع بأن خالدًا هو حفيد الصحابيين يزيد بن أسد بن كرز القسري البجلي وأسد بن كرز القسري البجلي، وقد روى خالد بن عبد الله البجلي عنهم الحديث الشريف رقم (16057) بمسند أحمد بن حنبل، ففي سنة 94 هـ / 713 م قبض خالد بن عبد الله البجلي على التابعي سعيد بن جبير بمكة المكرمة، وأرسله إلى الحجاج بن يوسف الثقفي بالعراق فقتل.
ويقول الزركلي عندما كان خالد بن عبد الله البجلي أميرًا للبصرة بعث أخاه أمية بن عبد الله البجلي في جند كثيف لقتال أبي فديك الحروري (هو عبد الله بن ثور بن قيس التغلبي) ومن معه من الخوارج بعدما تغلبوا على البحرين وما والاها. وفي عام 105 هـ ولاه هشام بن عبد الملك العراق والمشرق كله، وبعهده حدثت عدة حوادث وأحداث، منها خروج المغيرة بن سعيد البجلي الكوفي في سنة 119 هـ وقيامه بممارسة أعمال السحر والشعوذة، فتغلب عليه خالد البجلي وقتله، وقام بصلبه عبرة لغيره، ويقال أحرقه.

### ولايته على مكة
بعد أن قدم خالد القسري واليًا على مكة، توجَّسَ أَصحابُ التابعي الجليل سعيد بن جُبَيرٍ خِيفَةً مِنهُ، لِما كانوا يعرِفونَ مِن سوءِ سَريرَتِهِ، وتوقَّعوا الشَّرَّ على يدَيه. فجاءَ بعضُهُم إِلى سعيدٍ وقالوا له: إِنَّ هذا الرَّجُلَ قَدِمَ مكَّةَ، وإنَّا واللهِ لا نأمَنُهُ عليك. فاستَجِبْ لِطَلَبِنا، واخرُج مِن هذا البَلَدِ. فقال: واللهِ لقد فَرَرتُ حتَّى صِرتُ أَستحي مِن الله. ولقد عَزَمتُ على أَن أَبقى في مكاني هذا. وليَفعَلِ اللهُ بي ما شاء.
لَم يُكذِّب خالدٌ ظَنَّ السُّوءِ الذي ظنَّهُ الناسُ به، فما إِن عَلِمَ بِمكانِ سعيد بن جُبَير حتَّى أَرسَلَ إِلَيهِ سَرِيَّةً مِن جُنودِهِ، وأَمَرَهُم أَن يسوقوهُ مُقيَّدًا إلى الحجَّاجِ في مدينةِ واسط.
فأَطبَقَ الجُندُ على بيتِ الشيخ. وأَلقَوا القيدَ في يدَيهِ على مرأى مِن بعضِ أَصحابِهِ. وآذَنوهُ بالرَّحيلِ إلى الحجَّاج، فتلقَّاهُم هادِئَ النَّفسِ مُطمئنَّ القلب.
عندما كان خالد القسري أميرًا لمكة المكرمة صفح باب الكعبة والميزاب والأساطين بثلاثين ألف دينار سيرها إليه الوليد بن عبد الملك.

### ولايته على الكوفة

#### مقتل الجعد بن درهم
هو الذي قبض على الجعد بن درهم وقتله بعد صلاة عيد الأضحى، وقال خالد البجلي بخطبته الشهيرة: يا أيها الناس ضحوا تقبل الله ضحاياكم فاني مضح بالجعد بن درهم لإنه زعم أن الله لم يتخذ إبراهيم خليلًا ولم يكلم موسى تكليما تعالى الله عما يقول الجعد بن درهم علوًا كبيرًا، ثم نزل خالد من المنبر وذبح الجعد.

### ولاية العراق
وتذكر المراجع إن باب الكوفة الذي على سور مدينة بغداد هو من عمل خالد بن عبد الله القسري البجلي، وقد نقله أبو جعفر المنصور من الكوفة إلى مدينة بغداد أيام الدولة العباسية.

#### مع رعيته
كتب خالد إلى أبان بن الوليد البجلي، وكان قد ولاه المبارك (بلدة بسواد العراق): أما بعد فإن بالرعية من الحاجة إلى ولاتها مثل الذي بالولاة من الحاجة إلى رعيتها وإنما هم من الوالي بمنزلة جسده من رأسه وهو منهم بمنزلة رأسه من جسده، فأحسن إلى رعيتك بالرفق بهم، وإلى نفسك بالإحسان إليها ولا يكونن هم إلى صلاحهم أسرع منك إليه، ولا عن فسادهم أدفع منك عنه، ولا يحملك فضل القدرة على شدة السطوة بمن قل ذنبه، ورجوت مراجعته ولا تطلب منهم إلا مثل الذي تبذل لهم، واتق الله في العدل عليهم والإحسان إليهم و{ إن الله مع الذين اتقوا والذين هم محسنون }، وأصرم فيما علمت، واكتب إلينا فيما جهلت يأتك أمرنا في ذلك إن شاء الله والسلام.
وقيل إن خالدًا كان يقول لا يحتجب الوالي إلا لثلاث خصال: إما عيي فهو يكره أن يطلع الناس على عيه، وإما صاحب سوء فهو يتستر، وإما بخيل يكره أن يسأل.
قال الأصمعي: كان خالد بن عبد الله يقول على المنبر: إني لأطعم كل يوم ستة وثلاثين ألفا من الأعراب من تمر وسويق. قال الوليد بن نوح مولى لأم حبيبة بنت أبي سفيان: سمعت خالد بن عبد الله القسري على المنبر يقول: إني لأطعم كل يوم ستة وثلاثين ألفا من الأعراب من تمر وسويق.
وقيل كان خالد بن عبد الله البجلي يكثر الجلوس ثم يدعو بالبدر ويقول: إنما هذه الأموال ودائع لابد من تفريقها، فقال ذلك مرة وعنده شقيقه أسد بن عبد الله الذي أتى من خراسان، فقال له: أيها الأمير، إن الودائع إنما تجمع لا تفرق، فقال خالد: ويحك إنها ودائع للمكارم، وأيدينا وكلاؤها، فإذا أتانا المملق فأغنيناه، والظمآن فأرويناه، فقد أدينا فيها الأمانة.
قال الأصمعي: أن أعرابيا قال لخالد القسري: أصلح الله الأمير لم أصن وجهي عن مسألتك، فصن وجهك عن ردي، وضعني من معروفك حيث وضعتك من رجائي، فأمر له خالد بما سأل.
وقيل دخل أعرابي على خالد البجلي ومعه جراب فقال: أصلح الله الأمير، أيأمر لي بملأ جرابي دقيقًا، فقال خالد املؤوه دراهم، فخرج على الناس، فقيل له: ما صنعت في حاجتك؟ فقال: سألت الأمير ما أشتهي فأمر لي بما يشتهي.
قيل أن خالد بن عبد الله القسري لما أحكم جسر دجلة واستقام له نهر المبارك، أنشأ عطايا كثيرة، وأذن للناس إذنًا عامًا، فدخلت عليه أعرابية قسرية (من بنو قسر) فأنشأت تقول:
فقال لها خالد: حاجتك كائنة ما كانت، فقالت: أصلح الله الأمير، أناخ علينا الدهر بجرانه، وعضنا بنابه، فما ترك لنا صافنا ولا ماهنا، فكنت المنتجع وإليك المفزع، فقال لها خالد: هذه حاجة لك دوننا، فقالت له: والله لئن كان لي نفعها إن لك لأجرها وذخرها مع أن أهل الجود لو لم يجدوا من يقبل العطاء لم يوصفوا بالسخاء، فقال لها خالد: أحسنت، فهل لك من زوج؟ فقالت: لا، وما كنت لأتزوج دعيًا وإن كان موسرًا غنيًا، وما كنت أشتري عارًا يتقى بمال يفنى، وإني بجزيل مال الأمير لغنية، فأمر لها بعشرة آلاف درهم.
قال الأصمعي: لما حرم خالد البجلي الغناء دخل إليه ذات يوم حنين بن بلوع (شيخ المغنين بالعراق) مشتملًا على عوده، فلما لم يبق في المجلس من يحتشم منه قال: أصلح الله الأمير إني شيخ كبير السن ولي صناعة كنت أعود بها على عيالي وقد حرمتها، فقال خالد: وما هي؟ فكشف حنين عوده وغنى:
فبكى خالد حتى علا نحيبه ورق وارتجع وقال: قد أذنت لك ما لم تجالس معربدًا ولا سفيها. وكان حنين بعد ذلك إذا دعي يقف على الباب ويقول: أفيكم معربد أفيكم سفيه؟ فإذا قالوا لا دخل.
تفقد خالد بن عبد الله سجنه، فوجد فيه يزيد بن فلان البجلي، فقال له خالد في أي شيء حبست يا يزيد؟ فقال: في تهمة أصلح الله الأمير، قال خالد: تعود إن أطلقتك؟ فقال: نعم أيها الأمير وكره أن يصرح بالقصة أو يومي إليها فيفضح معشوقته لكي لا ينالها أهلها بمكروه، فقال خالد لأولياء الجارية: أحضروا رجال الحي حتى نقطع كفه بحضرتهم وكان ليزيد أخ فكتب شعرا ووجه به إلى خالد بن عبد الله البجلي:
فلما قرأ خالد الأبيات علم صدق قوله، فأحضر أولياء الجارية فقال لهم: تزوجوا يزيد فتاتكم، فقالوا: أما وقد ظهر عليه ما ظهر فلا، فقال خالد: لئن لم تزوجوه طائعين لتزوجنه كارهين، فزوجوه ونفذ خالد المهر من عنده. وقال المبرد أيضًا: جلس خالد بن عبد الله القسري ذات يوم للعرض، فأتي بشاب قد أخذ في دار قوم، وادعوا عليه السرق، فسأله عما حكي عنه، فأقر بالتهمة، فأمر خالد بقطع يده، فإذا جارية قد أتته لم ير أحسن منها وجهًا، فدفعت إلى خالد رقعة كان فيها:
قال: فسأله خالد عن أبيها، فأحضره وزوجها من الشاب، ودفع مهرها من عنده عشرة آلاف.

### خالد مع قومه
قيل إن خالد البجلي كان يستعين في بني قومه من بجيلة في إدارة شؤون الولاية، ومنهم شقيقه أسد الذي أستعمله واليًا على خراسان مرتين، وجعل على الشرطة بعهده السمط بن مسلم البجلي، وأبان بن الوليد البجلي وإسماعيل بن أوسط البجلي وعبد الله بن عمرو البجلي، وضبيس بن عبد الله البجلي، وغيرهم.

### منأقواله
لا يحتجب الأمير عن الناس إلا لثلاث: لعي، أو لبخل، أو اشتمال على سوءة.
أكرم الناس من أعطى من لا يرجوه، وأعظم الناس عفواً من عفا عن قدرة. 

### مقتله
لما ولي الوليد بن يزيد استقدم خالدًا وقال: أين ابنك قال هرب من هشام وكنا نراه عندك حتى استخلفك الله فلم نره وطلبناه ببلاد قومه من الشراة فقال: ولكن خلفته طلبًا للفتنة فقال: إنا أهل بيت طاعة. فقال لتأتيني به أو لأزهقن نفسك. فقال والله لوكان تحت قدمي ما رفعتهما عنه. فأمر الوليد بضربه. ولما قدم يوسف بن عمر من العراق بالأموال اشتراه من الوليد بخمسين ألف ألف. فقال له الوليد إن يوسف يشتريك بكذا فاضمنها لي قبل أن أدفعك إليه. فقال ما عهدت العرب تباع والله لو سألتني عودًا ما ضمنته. فدفعه إلى يوسف فألبسه عباءة وحمله على غير وطاء وعذبه عذابًا شديدًا وهو لا يكلمه. ثم حمله إلى الكوفة فاشتد في عذابه ثم قتله ودفنه في عباءة يقال إنه قتله بشيء وضعه على وجهه وقيل وضع على رجليه الأعواد وقام عليها الرجال حتى تكسرت قدماه. فتُوفي في محرم ١٢٦هـ.